# Szögmoduláció

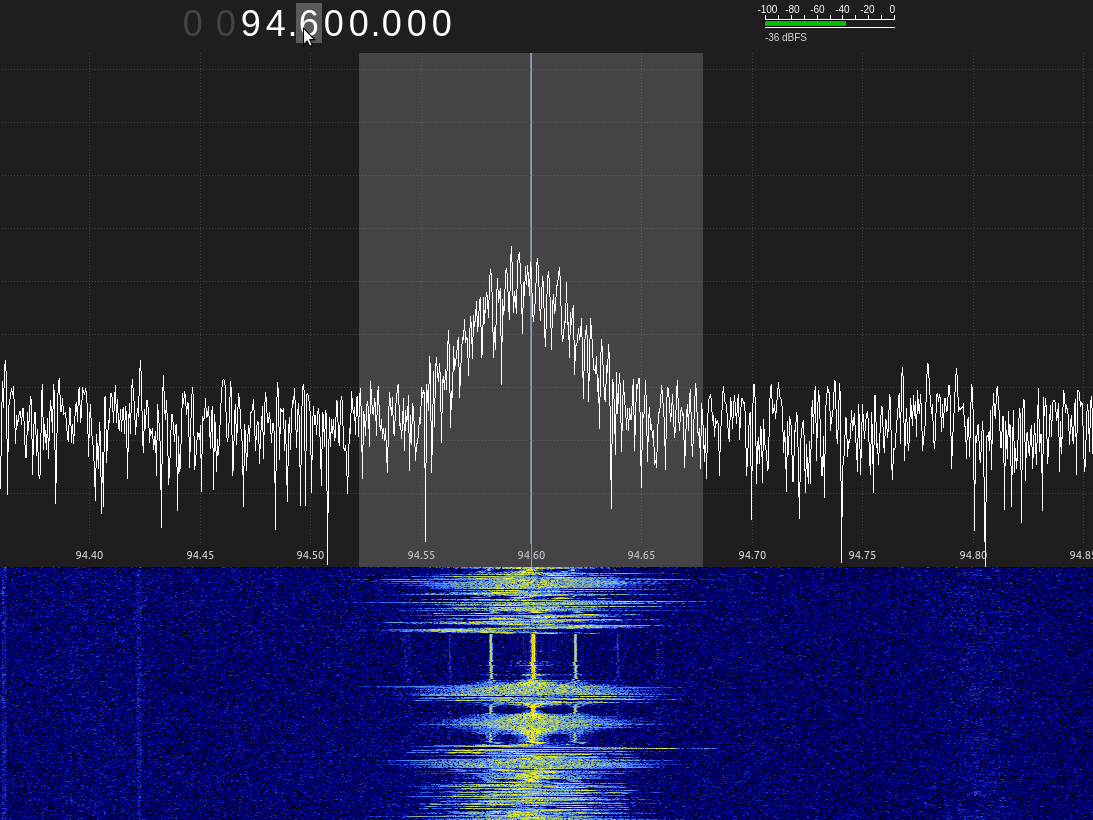
Frekvenciamodulált jel spektrumképe

Szögmodulációról akkor beszélünk, amikor a szinuszos vivőhullám frekvenciáját vagy fázisát a moduláló jellel arányosan módosítjuk. A szögmoduláció tehát a
- frekvenciamoduláció (frequency modulation - FM)
- fázismoduláció (phase modulation – PM)

összefoglaló neve.
A szögmoduláció, frekvenciamoduláció, fázismoduláció egyező fogalmak.
A frekvenciamoduláció és a fázismoduláció összefoglaló néven történő említését egyrészt az indokolja, hogy az egyik vivőjellemző módosítása a másik jellemző változását is magával vonja, másrészt pedig az FM és a PM jel spektrális tulajdonságai hasonlóak.

Amplitútó- és szögmodulált jelek a moduláló jel függvényében

A frekvencia és fázisszög moduláció azonos elven működik. A frekvenciamoduláció az elterjedtebb. Frekvencia moduláció esetén a vivőhullám pillanatnyi frekvenciája a moduláló jel pillanatnyi amplitúdójával arányos. Frekvenciamodulációnál egy nagyfrekvenciás vivő frekvenciáját és ezzel együtt a szögét változtatjuk a kisfrekvenciás jel ütemében.
Szögmodulációnál az amplitúdó változatlan marad.
A szögmodulált jel spektrumképe a moduláló jel oszcillogramját adja vissza.

## Szögmodulált jel előállítása
Szögmodulált jelet úgy állíthatunk elő, hogy valamilyen, vívőhullámon működő oszcillátor frekvenciameghatározó elemének tulajdonságát változtatjuk a moduláló jellel. LC oszcillátor esetén az oszcillátor rezgőkörének induktivitását vagy kapacitását a jel-rezgés ütemében változtatjuk.
Legegyszerűbb a rezgőkör kapacitását vezérelni egy kondenzátormikrofon vagy kapacitásdióda (Varikap dióda) segítségével. A kapacitásdióda kapacitása a rávezetett jelfeszültség függvényében változik, a kondenzátormikrofoné pedig közvetlenül a hangrezgés hatására.
A szögmodulált jel előállításakor, valamint a szögmodulált jel demodulálásakor számottevő zaj keletkezik, ezért hangátvitel esetén előkiemelést végeznek a moduláló jelen mielőtt bevezetnék a modulátorba.

## Szögmodulált jel demodulálása
A szögmodulált jel demodulációjának alapelve:
1. a frekvencia- illetve fázismodulált jel átalakítása amplitúdómodulált jellé
2. az amplitúdómodulált jel egyenirányítása

A szögmodulált jel demodulálására többféle áramköri megoldás létezik.
Analóg hangátvitel esetén demudulátorból lejövő hangjelen zajcsökkentés céljából utóelnyomást végeznek.

## Frekvencialöket[3]
A moduláló feszültség révén az eredetileg modulálatlan fv vivőfrekvencia megváltozik úgy, hogy a moduláló frekvencia ütemében és a moduláló feszültséggel egyenes arányban ingadozik egy f2 maximum és egy f1 minimum között. Az fv-től a nagyobb vagy kisebb frekvenciáig terjedő kitérést frekvencialöketnek nevezik.
A frekvencialöket arányos a moduláló feszültség amplitúdójával. Beszéd- vagy zenei modulációnál tehát igaz, hogy:
A frekvencialöket arányos a hangerővel.
A maximális kitérést a moduláló feszültség csúcsértékével analóg módon ∆F csúcslöketnek nevezik.
Az f1, ill. f2 sarokfrekvenciák egzaktul meghatározhatók, ha az FM generátort nem váltófeszültséggel, hanem a moduláló feszültség csúcsértékéveI egyező nagyságú egyenfeszültséggel vezéreljük.
Ekkor ∆F könnyen meghatározható:
{\displaystyle \Delta F={\frac {1}{2}}(f_{2}-f_{1})}
Hasonlóképpen arányos a megfelelő effektív löket, a moduláló feszültség effektív értékével. Tehát szinuszos jelalak esetén az effektív löket {\displaystyle {\sqrt {2}}} -ször kisebb, mint a csúcslöket.
A hangmagasság, illetve a moduláló jel frekvenciája meghatározza a maximális és minimális pillanatnyi frekvencia váltakozási gyakoriságát.
A modulációs index és a maximális fázislöket ugyanazt jelenti:
{\displaystyle \Delta \Phi =\eta ={\frac {\Delta F}{f_{m}}}}

## A szögmodulált jel sávszélessége[3]
Számítással kimutatható, hogy a frekvenciamodulált jel is egy sávot foglal el a frekvenciatartományból. A szükséges sávszélesség frekvencia moduláció esetén nagyobb a frekvencialöket kétszeresénél.
Ellentétben az AM-mel, amelynek modulációs mélysége maximálisan 1 lehet, az FM modulációs indexe tetszőlegesen nagy lehet. Ez döntő előny az AM-mel szemben.
Beszéd- és zenei modulációnál igaz a dinamikára vonatkozóan: FM-nél a dinamika tartomány majdnem tetszőlegesen nagy lehet. Korlátozást csak a sávszélesség igény okoz.
{\displaystyle B=2(\Delta F+f_{m})}

## Matematikai összefüggések[3]
A frekvenciamoduláció valójában a vivő nullátmeneteinek és ezzel a fázisszögnek a változtatását jelenti. Ezért az FM-et szögmodulációként kell értelmezni. Mint azt tudjuk konstans ωv körfrekvenciánál a szög lineárisan növekszik:
{\displaystyle \phi =\omega _{v}t}
Ha koszinuszos hullámalakkal vezérlik, akkor
{\displaystyle f=f_{v}+\cos(2\pi f_{m}t)}
{\displaystyle \omega =\omega _{v}+\Delta \Omega \cos(\omega _{m}t)}
Ekkor a szög szinuszosan változik (a körfrekvencia idő szerinti integrálja:
{\displaystyle \phi =\int [\omega _{v}+\Delta \Omega \cos(\omega _{m}t)]dt}
fejezi ki), ahol e szögváltozás amplitúdója ismert módon fordítva arányos a moduláló frekvenciával, ill. körfrekvenciával:
{\displaystyle \phi =\omega _{v}t+{\frac {\Delta \Omega }{\omega _{m}}}\sin(\omega _{m}t)}
Ezzel megkapjuk a frekvenciamodulált jel időfüggvényét:
{\displaystyle u=U_{v}\cos {\Bigl (}\omega _{v}t+{\frac {\Delta \Omega }{\omega _{m}}}\sin(\omega _{m}t){\Bigr )}}
A modulációs index összefüggését helyettesítve kapjuk
{\displaystyle u=U_{v}\cos(\omega _{v}t+\eta \sin(\omega _{m}t))}
Tehát trigonometrikus összefüggések felhasználásával kapjuk
{\displaystyle u=U_{v}[\cos(\omega _{v}t)\cos(\eta \sin(\omega _{m}t))-\sin(\omega _{v}t)\sin(\eta \sin(\omega _{m}t))]}

## Összefoglalás[4]
- Nagy sávszélességet igénylő eljárás
- Zajjal szemben jelentős védettséget mutat (WBFM)
- Lineáris torzításokra, különösen a fázistorzításra (így a futási idő torzításra) érzékeny rendszer.
- Mivel az FM nem lineáris rendszer, a lineáris torzítás hatására (pl. FM spektrumra ható csillapítás, torzítás) nemlineáris torzítási komponensek léphetnek fel a kimeneten